# Madagaszkár
Madagaszkár (régebbi nevén: Malgas Köztársaság, malgasul: Repoblikan'i Madagasikara, franciául: République de Madagascar) szigetország az Indiai-óceánon, az afrikai kontinens délkeleti partjánál. Madagaszkár szigetének területe 587 041 négyzetkilométer, és ezzel a világ negyedik legnagyobb szigete. Az országhoz továbbá számos kisebb sziget is hozzátartozik. Madagaszkár korán elvált az ősi Gondwana kontinenstől, illetve annak afrikai részétől, és az élővilág ezután elszigetelten fejlődött. Az itt élő fajok 90 százaléka endemikus élőlény.
Madagaszkár az i. sz. első évezred derekán kezdhetett benépesülni a Borneó szigete felől érkező maláj népből, majd később a mai Mozambikból letelepült bantu népből. A különböző forrásokból a helyi etnogenezis révén kialakult népesség neve malgas. Az ország kultúrájában jelentős szerepet töltöttek és töltenek be ma is a későbbi bevándorlók, az arabok, az indiaiak, kínaiak és az európaiak (elsősorban a franciák).
A 19. században a francia–hova háborúban Franciaország annektálta, azaz gyarmatosította Madagaszkárt, ezzel az ország szuverenitása megszűnt, és a 103 éve uralkodó Merina-monarchia tagjait a franciák Algériába száműzték. Franciaország második világháborús veresége után Madagaszkár a Vichy-kormány uralma alá került. Attól tartva, hogy a japánok tengeralattjáró-támaszpontot létesítenek Madagaszkáron, a brit csapatok hat hónap alatt elfoglalták a szigetet a szabad franciák számára.
1947-ben felkelés tört ki a francia gyarmati uralom ellen, amelyben több mint 90 ezer ember vesztette életét. A felkelés leverése után a franciák reformokat vezettek be. 1960. június 26-án jött csak el a független állam kikiáltása, melynek neve Malgas Köztársaság volt. 1992 óta az állam neve Madagaszkári Köztársaság, államformája parlamentáris köztársaság fővárosa Antananarivo.
2011-ben az ország népessége becslések szerint közel 22 millió fő, és ennek majd 90 százaléka él kevesebb mint napi két dollárból. Madagaszkár bennszülött lakosságának a nyelve, a malgas az ausztronéz nyelvcsaládba tartozik. A másik hivatalos nyelv a francia. A lakosság nagy része ragaszkodik a hagyományokhoz és a hiedelmekhez, valamint a valláshoz, a lakosság nagy része hagyományos vallású, de a kereszténység is jelen van. A kormány stratégiai fejlesztésnek tűzte ki az ökoturizmus, a mezőgazdaság, az oktatás és az egészségügy fejlesztését, valamint a nemzetközi kereskedelem körének szélesítését.

## Nevének eredete
A Madagaszkár név eredete bizonytalan. A malgasz megfelelője Madagasikara is csak jövevényszó lehet, s nem tudni mikor került a malgasz nyelvbe. Arra sincs semmilyen forrás, hogy a malgaszok egyáltalán nevezték-e bárminek is a szigetet korábban.
Egyik elmélet szerint talán a név arab vagy görög eredetű és esetleg a malgaszok származására utalva Maláj sziget-et akarna jelenteni. A másik elmélet szerint Marco Polo adta volna a szigetnek a nevet, amit összekevert Mogadishuval és a nevét is rosszul írta volna le. Ezt lehetőségét még több, Marco Polo utáni forrás is valószínűnek tartja.
Akadnak vélemények, amelyek szerint a Madagaszkár névalak rontott, hibás és helyesebb a Malagaszkár, amelyre történelmi források is vannak, s közelebb is áll a malgaszok nevéhez.

## Történelem
A régészeti leletek arra engednek következtetni, hogy Madagaszkár i. e. 200 és 500 között népesült be, amikor Délkelet-Ázsiából, feltehetőleg Borneó, vagy Celebesz szigetéről katamaránokon tengerjáró népek érkeztek. Ugyanakkor, vagy röviddel később bantu telepesek jöttek a Mozambiki-csatornán át. Az ország írott történelme a 7. században kezdődik, amikor muszlim kereskedők telepedtek le az északnyugati parton és a malgas nyelvet arab betűkkel (sorabe írás) kezdték írni. A középkori törzsfőnökök kereskedelmi kapcsolatai elérték Kelet-Afrikát, Közel-Keletet és Indiát. Nagy törzsfőnökségek uralták a sziget számottevő területét.
21. századi genetikai, mitokondriális kutatások szerint viszont a bennszülött malgas népesség 28, a mai Indonézia területéről származó, valamint két afrikai „ősanyára” vezethető vissza, akik i. sz. 800 körül érkezhettek a szigetre (természetesen a férfiakkal egy csoportban).
Az európaiakkal az első kapcsolatfelvétel 1500-ban volt, amikor Diogo Dias portugál kapitány elérte a szigetet, azután, hogy hajója egy viharban elszakadt az Indiába tartó flottától. A portugálok „Sāo Lourenço” (Szent Lőrinc) néven ismerték a szigetet, kereskedtek lakóikkal. 1665-ben François Caron, az újonnan alakult Francia Kelet-indiai Társaság főigazgatója Madagaszkárra vitorlázott. A madagaszkári gyarmatalapítási kísérlet kudarcba fulladt, de a közeli Bourbon (ma Réunion) és Ile-de-France (ma Mauritius) szigeten kikötőt létesítettek. A 17. század vége felé a franciák kereskedelmi állomásokat nyitottak a keleti parton.
1774-től 1824-ig Madagaszkár kalózok, köztük amerikai kalózok vadászterülete volt, akik madagaszkári rizst szállítottak Dél-Karolinába. Sok európai tengerész szenvedett hajótörést a sziget partjainál, köztük Robert Drury, akinek az útleírása a dél-madagaszkári élet jó leírása a 18. századból. Erre az időre esik Benyovszky Móric „királysága”.
Az 1790-es évektől kezdve merina uralkodók kiterjesztették hegemóniájukat a sziget legnagyobb részére, beleértve a partvidéket is. 1817-ben a merina uralkodó és Mauritius brit kormányzója megállapodott a rabszolga-kereskedelem betiltásáról, amelynek pedig fontos szerepe volt Madagaszkár gazdasági életében. Kárpótlásként a sziget brit katonai és pénzügyi segítséget kapott. A brit befolyás megmaradt a következő évtizedekben is. Akkoriban a merina udvar áttért a kereszténységre, presbiteriánus, kongregacionalista és anglikán vallás terjedt el körükben. A brit haditengerészet az Indiai-óceánon véget vetett az arab rabszolga-kereskedelemnek. A merina állam meghódította az addig független törzsi államokat, egyesítette a szigetet.

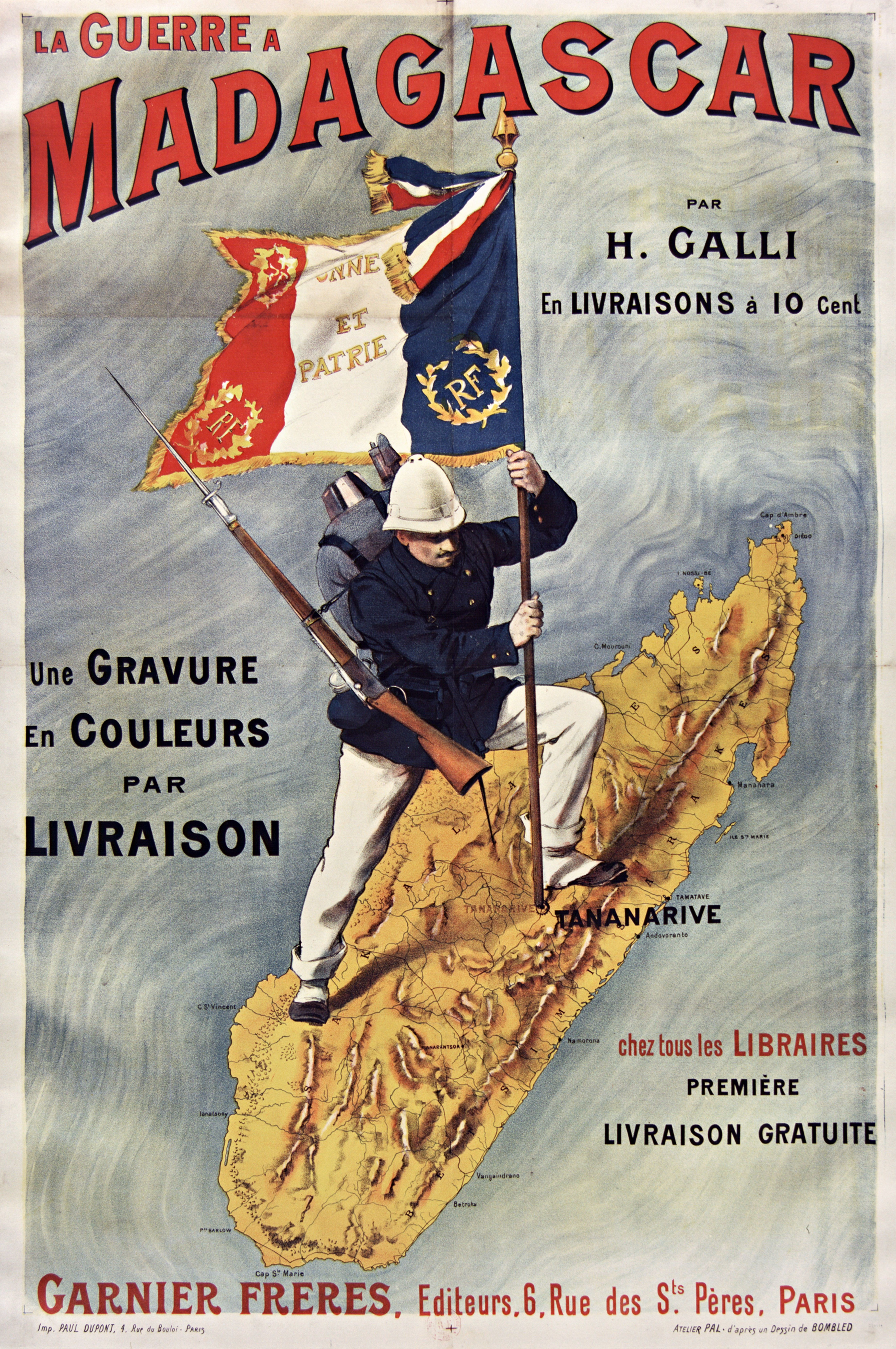
Francia plakát a madagaszkári háborúról

Franciaország 1883-ban megtámadta Madagaszkárt az első francia–hova háborúban. (A hova a három merina kaszt egyike volt, ezek: andriana – arisztokrácia, hova – köznép, andevo – rabszolgák, a hova szót a franciák hibásan alkalmazták a merinák összességére.) A háború végén Antsiranana (Diego Suarez) várost és az északi partot Franciaországhoz csatolták, és Joseph-François Lambert örökösei 560 000 aranyfrank kárpótlást kaptak. 1890-ben a britek hivatalosan tudomásul vették a Madagaszkár feletti francia védnökséget.
1895-ben francia hadoszlop szállt partra Mahajangában (Majunga) és a fővárosba, Antananarivóba menetelt. A város védői meglepték őket, és visszaverték a támadókat a keleti part közelébe. A második francia–hova háború végéig 20 francia katona halt meg harcban, és 6000 maláriában és más betegségekben.

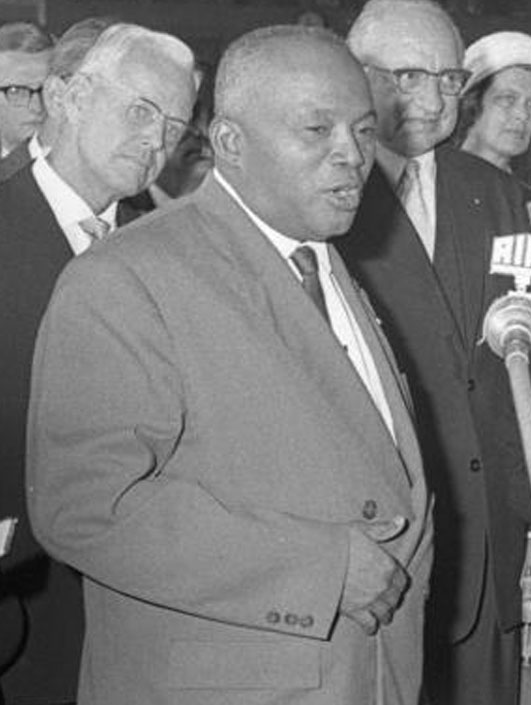
Philibert Tsiranana, az első madagaszkári elnök (1960–1972)

Az ellenségeskedések után a francia parlament Madagaszkár annektálására szavazott, 1896-ban. A 103 éves merina monarchia véget ért, a királyi családot Algériába száműzték. 1904 decemberében az orosz balti flotta Antsiranana (Diego Suarez) kikötőjében vételezett szenet és ellátmányt, mielőtt elindult volna végzetes útjára Csuzima felé. Indulás előtt az orosz tengerészeknek a parton kellett hagyniuk az általuk vásárolt állatokat: majmokat, óriáskígyókat és egy krokodilt.
A második világháború idején madagaszkári katonák is harcoltak Franciaországban, Marokkóban és Szíriában. Franciaország megtámadása előtt a németek azt tervezték, hogy az összes európai zsidót Madagaszkárra deportálják. Ez volt a „Madagaszkár-terv”. A tervezett akcióra soha nem került sor. Amikor Franciaország vereséget szenvedett Németországtól, Madagaszkárt is a Vichy-kormány igazgatta. Az a veszély fenyegetett, hogy Japán tengeralattjáró-támaszpontot létesít a helyi hatóságok jóváhagyásával. Hogy ezt megakadályozzák, brit csapatok az Ironclad hadművelet keretében hat hónap leforgása alatt elfoglalták a sziget stratégiai jelentőségű pontjait, majd átadták azokat a szabad francia haderőnek (Forces françaises libres, FFL).
1947-ben több hónapig tartó nemzeti felkelés tört ki a franciák ellen. A heves harcokban 90 000 ember vesztette életét. 1956-ban a franciák reformokat vezettek be, és Madagaszkár békésen haladt a függetlenség felé. 1958. október 14-én kiáltották ki a Malgaszi Köztársaságot autonóm államként a francia közösségen belül. Az ideiglenes kormány időszaka az alkotmány 1959-es elfogadásával és a teljes függetlenség 1960. június 26-i kikiáltásával ért véget.
A függetlenség során évtizedeken át Afrika egyetlen jelentősebb szociáldemokrata pártja kormányozta az országot. A politikai küzdelmek parlamentáris keretek között zajlottak.

## Földrajz
Az 587 041 négyzetkilométernyi területével Madagaszkár a világ 45. legnagyobb országa, és a negyedik legnagyobb szigete.
A mai Madagaszkárt, Indiát és az Antarktiszt magába foglaló földtömeg mintegy 135 millió évvel ezelőtt szakadt le a Gondwana őskontinensnek a mai Afrikát alkotó részéről. Madagaszkár később, körülbelül 88 millió évvel ezelőtt, a kréta időszak késői szakaszában vált el Indiától, és azóta önálló sziget.
A központi magasföld jellegzetes tájain kopár dombok között a völgyekben teraszos rizstermesztés folyik. E terület tengerszint feletti magassága 750 és 1350 méter között van. Az országban több magasabb hegység is megtalálható, itt a csúcsok magassága meghaladja a 2400 métert. A legmagasabb hegy a 2876 méter magas Maremokotro. A lakosság zöme a felföldön él. Madagaszkár keleti részén meredek lejtő vezet a parti síkságra. Az Indiai-óceán tengerpartját lagúnák szegélyezik, melyek jó természetes kikötőket nyújtanak. Az ország nyugati felé kevésbé meredek a lejtő a nyugati parti síkság felé. Ez a sziget esőárnyékban lévő, száraz oldala. A lakosság ezen a részen ritkább, az eredeti természeti környezet kevésbé bolygatott.
Madagaszkár szigete elég nagy ahhoz, hogy tekintélyes méretű folyók legyenek rajta. Az emberi tevékenység miatt is a talajerózió erős a szigeten, vagyis a folyók sok hordalékot szállítanak. A hordalékot a parti síkságon rakják le. A feltöltődő folyók árvízveszélyt okoznak a parti településeken. A folyótorkolatokban levő kikötőknek is súlyos gondot okoz a jelenség. A keleti part természetes lagúnáit és mesterséges víztározóit a Canal des Pangalanes nevű, 460 km hosszú csatorna köti össze.
1990 óta a természeti világörökség része Tsingy de Bemaraha Természetvédelmi Terület. 2007-ben Atsinanana esőerdői gyűjtőnéven hat nemzeti parkot nyilvánítottak világörökséggé. Ezek a Marojejy, Masoala, Ranomafana, Zahamena, Andohahela, Andringitra nemzeti parkok.

### Éghajlat
Madagaszkár éghajlata trópusi. Az uralkodó passzátszél keletről fúj, emiatt a szigetnek van szélnek kitett és szél- és emiatt esőárnyékos oldala. A szélnek kitett keleti oldalon az évi csapadékmennyiség maximuma 4000 mm, ami a nyugati oldalon 500 mm-re csökken. Két évszak van. A forró esős évszak, ami novembertől áprilisig tart, és az év többi részére pedig hűvösebb, szárazabb időjárás jellemző. Időnként trópusi ciklonok pusztítanak.

### Ökológia
Madagaszkár szigete az akkor vele határos Indiával együtt vált le Gondwana őskontinens afrikai részéről 132-96 millió évvel ezelőtt, majd Indiától is elszakadt. Ezután élővilága önállóan fejlődött. A sziget mintegy 10 000 növényfajának 90%-a endemikus, azaz csak itt található meg. Számos félmajomfajta honos itt, például a véznaujjú maki, gyűrűsfarkú maki stb. További helyi állatfajták, a tanrek, különböző cibetmacskák (elsősorban a kígyókra vadászó madagaszkári mungó), denevérek, boakígyók, leguánok, kaméleonok. Érdekesség, hogy Madagaszkáron afrikai nagyvad és mérges kígyó nincs, az itteni legnagyobb ragadozó a fossza, amelynek hossza 70–80 cm, súlya 5,5–8,6 kg.
A szélnek kitett keleti lejtőket és parti síkságokat eredetileg trópusi esőerdő borította, melyet nagyban veszélyezteti az erdőirtás. A nyugati, szárazabb oldalon trópusi lombhullató erdők honosak, a legszárazabb vidékeken félsivatagi tüskés bozótok. Itt a lakosság ritka, az erdőpusztulás nem olyan nagymérvű, mint keleten, de jelen van. Errefelé ma is honos az égetéses-irtásos földművelés. A lecsupaszított talajt az erózió veszélyezteti. Gyakran előfordul, hogy úgy lepusztul a talaj, hogy ott már semmiféle növényzet nem tud megkapaszkodni. A folyókba mosódott hordalék meg a folyók mentén élőknek okoz sok gondot, árvízveszélyt és a kikötők feltöltődését.

## Államszervezet és közigazgatás

### Törvényhozás, végrehajtás, igazságszolgáltatás
1998-ban az elnök hivatali ideje, a parlament és a miniszterelnök hivatali ideje 5 évre módosult.

### Közigazgatási beosztás
| \| Régiók \| Egykori tartomány \| Népesség 2001-ben \| \| ---------------------------------------------------------------------------------------------------------- \| ----------------- \| ----------------- \| \| Diana (1), Sava (2) \| Antsiranana \| 1 188 500 \| \| Itasy (3), Analamanga (4), Vakinankaratra (5), Bongolava (6) \| Antananarivo \| 4 637 000 \| \| Sofia (7), Boeny (8), Betsiboka (9), Melaky (10) \| Mahajanga \| 1 734 000 \| \| Alaotra-Mangoro (11), Atsinanana (12), Analanjirofo (13) \| Toamasina \| 2 593 000 \| \| Amoron'i Mania (14), Haute Matsiatra (15), Vatovavy-Fitovinany (16), Atsimo-Atsinanana (17), Ihorombe (18) \| Fianarantsoa \| 3 366 000 \| \| Menabe (19), Atsimo-Andrefana (20), Androy (21), Anosy (22) \| Toliara \| 2 229 550 \| |                   |                   |
| Régiók | Egykori tartomány | Népesség 2001-ben |
| Diana (1), Sava (2) | Antsiranana       | 1 188 500         |
| Itasy (3), Analamanga (4), Vakinankaratra (5), Bongolava (6) | Antananarivo      | 4 637 000         |
| Sofia (7), Boeny (8), Betsiboka (9), Melaky (10) | Mahajanga         | 1 734 000         |
| Alaotra-Mangoro (11), Atsinanana (12), Analanjirofo (13) | Toamasina         | 2 593 000         |
| Amoron'i Mania (14), Haute Matsiatra (15), Vatovavy-Fitovinany (16), Atsimo-Atsinanana (17), Ihorombe (18) | Fianarantsoa      | 3 366 000         |
| Menabe (19), Atsimo-Andrefana (20), Androy (21), Anosy (22) | Toliara           | 2 229 550         |

## Népesség

### Népességének változása
| Lakosok száma | 5 099 371 | 5 918 060 | 6 952 383 | 8 268 902 | 9 714 342 | 11 545 782 | 13 882 646 | 16 736 029 | 19 926 785 | 25 570 895 |
|               | 1960      | 1966      | 1972      | 1978      | 1984      | 1990       | 1996       | 2002       | 2008       | 2017       |

### Általános adatok
Madagaszkár bennszülött lakossága, a malgas etnikum nagyrészt ausztronéz, kisebb részben afrikai származású. Az őslakosság különböző területeken élő csoportjai között jelentős etnikai különbségek is vannak.

#### A madagaszkári őslakosság etnikai csoportjai

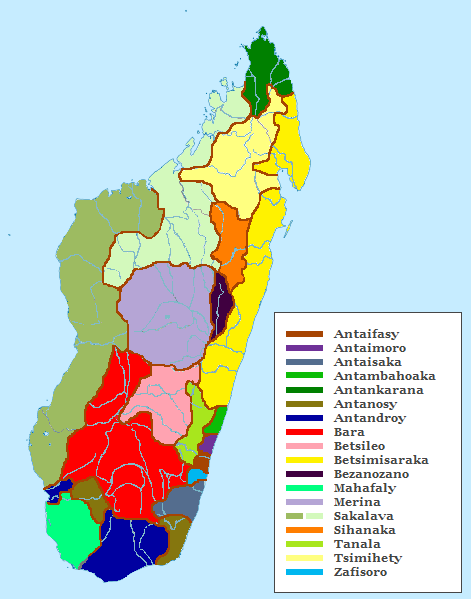
A malgas etnikai csoportok területi elhelyezkedése

Az országban tizennyolc maláj-polinéz eredetű törzs él. A legjelentősebb törzsek a merina (26%), a betsimisaraka (10-15%), betsileo (12%). A partvidéken élő törzsekben nagyobb, a hegyekben élőknél kisebb arányban jelen van az afrikai genetikai elem is.
| Malgas etnikai csoportok                                        | Területi elhelyezkedés         |
| --------------------------------------------------------------- | ------------------------------ |
| antankarana, sakalava, tsimihety                                | Egykori Antsiranana tartomány  |
| sakalava, vezo                                                  | Egykori Mahajanga tartomány    |
| betsimisaraka, sihanaka, bezanozano                             | Egykori Toamasina tartomány    |
| merina                                                          | Egykori Antananarivo tartomány |
| betsileo, antaifasy, antambahoaka, antaimoro, antaisaka, tanala | Egykori Fianarantsoa tartomány |
| mahafaly, antandroy, antanosy, bara, vezo                       | Egykori Toliara tartomány      |

### Nyelvi megoszlás
A malgas nyelv (a francia mellett) Madagaszkár hivatalos nyelve, az ausztronéz nyelvcsaládba tartozik, a maláj nyelv közeli rokona.

### Vallási megoszlás
A lakosság vallási megoszlása:
- 52% törzsi vallású
- 23% római katolikus
- 18% protestáns keresztény
- 7% muzulmán

### Szociális rendszer
Mivel az ország Afrika egyik legszegényebb állama, az általános társadalombiztosításra és az egészségügyi ellátásra nincs pénz.

## Gazdaság

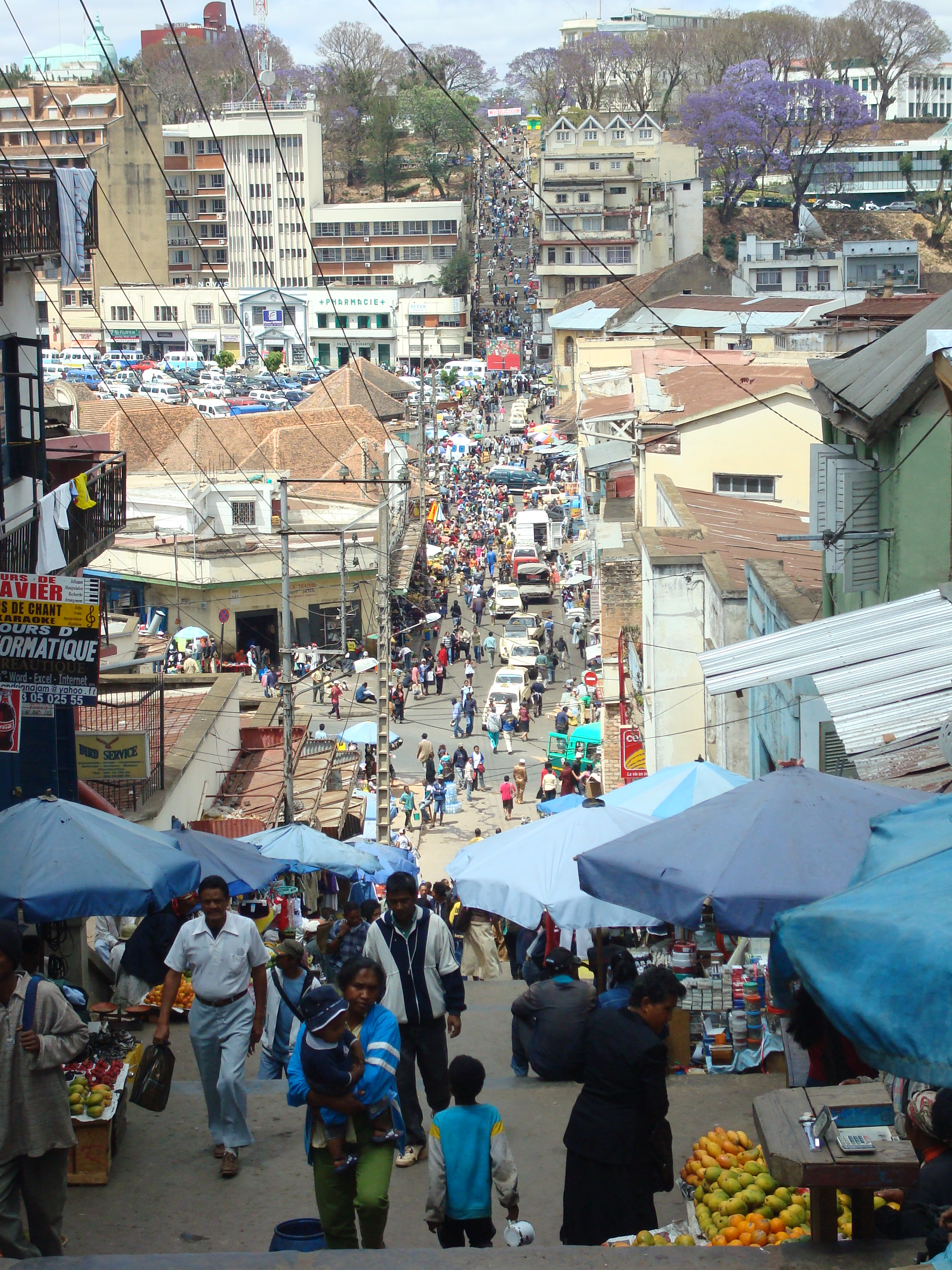
Antananarivo az ország gazdasági központja is

### Általános adatok
Madagaszkár a Föld egyik legfejletlenebb és legszegényebb állama. Ásványkincsekben (grafit, vasérc, csillámpala, féldrágakövek, urán, króm, titán) gazdag. Iparát az élelmiszer- és textilipar, valamint a gépkocsi-összeszerelés alkotja. Az ország lakosságának nagy része a mezőgazdaságból (rizs és manióka termesztése), valamint halászatból és fakitermelésből él. Ebből származik a nemzeti jövedelem harmada, és az export 70%-a.

### Gazdasági ágazatok

#### Mezőgazdaság

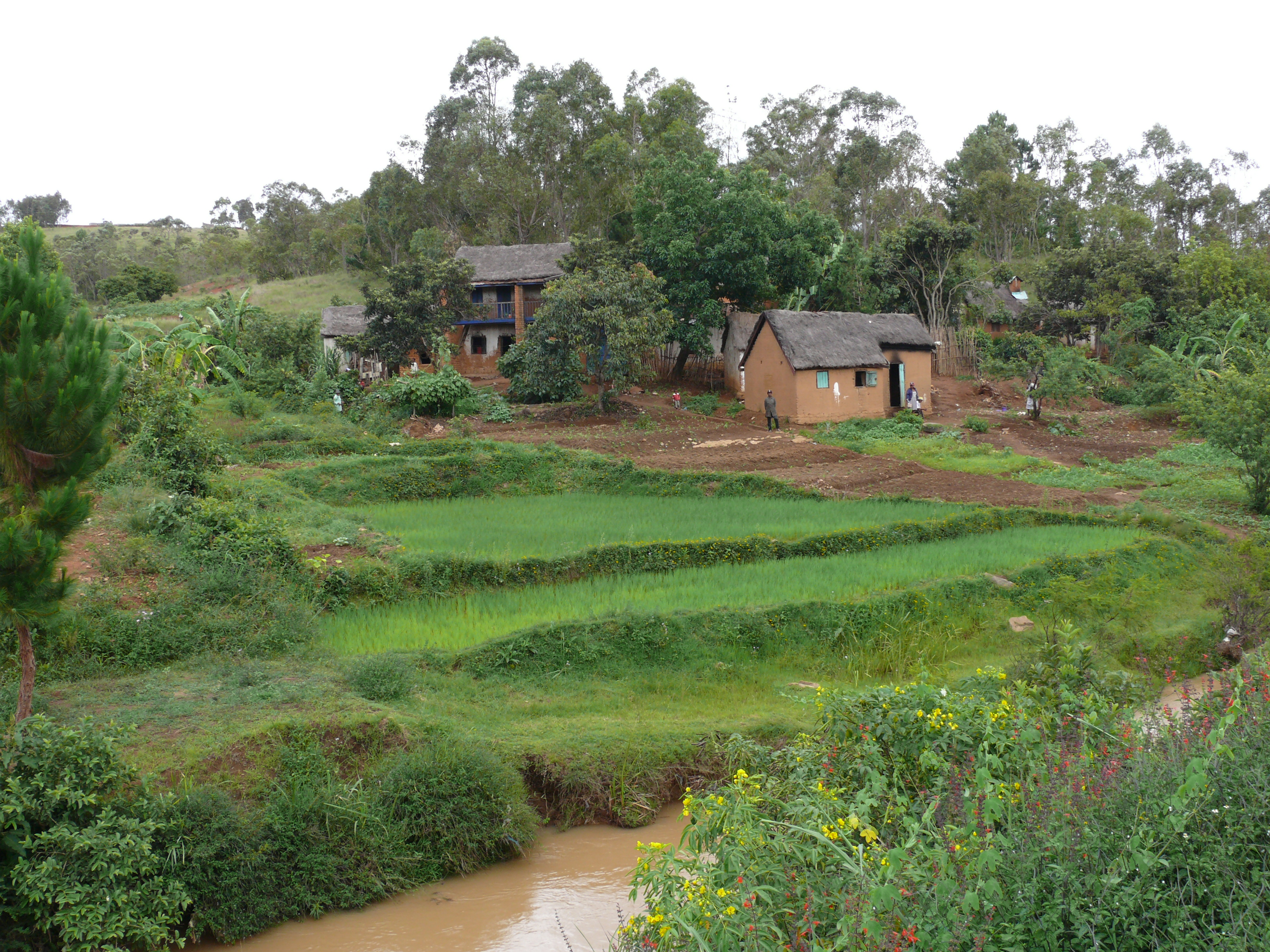
Rizsföld

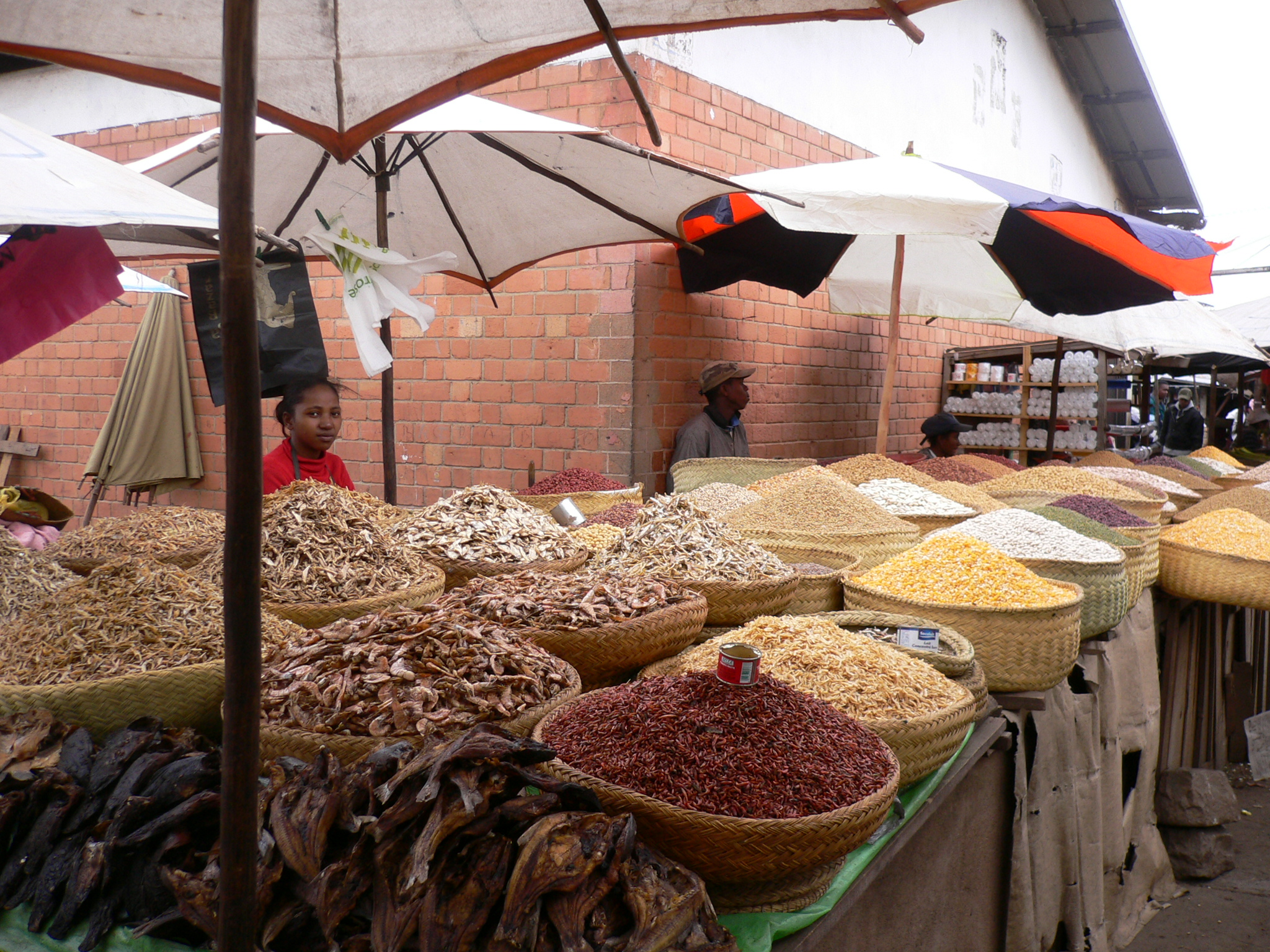
Piaci árusok

A lakosság zöme, kb. 80%-a a mezőgazdaságból él (2015).
Az export négyötödét – elsősorban kávét, vaníliát, szegfűszeget, borsot, halkészítményeket – az agrárszektor termeli, de nem tud elegendő alapélelmiszert előállítani.
A külföldi tulajdonban lévő ültetvényekről sok árut (bors, szegfűszeg, vanília, kávé, dohány, cukornád) visznek a világ minden tájára. Az ország vaníliatermelése adja az egész világ vaníliatermésének a 80 százalékát, illetve az ország exportjának 20 százalékát.

#### Ipar
A legfőbb iparág a hazai agrártermékeket feldolgozó élelmiszer- és textilgyártás. Van vegyipar, fém- és építőanyag-ipar, valamint kőolaj-feldolgozás is.
Az országban sok kitermelésre érdemes természeti kincs van (krómérc, grafit, csillám, kvarc, drágakövek, arany), de ezeknek csak egy részét bányásszák. A legfontosabb energiahordozó a vízi erő.

#### Kereskedelem
2017-es adatok alapján 
- Főbb importcikkek: fogyasztási cikkek, gépek, gépjárművek, kőolaj, élelmiszer.
- Főbb exportcikkek: kávé, vanília, kagyló, cukor, pamutszövet, ruházat, kőolajtermékek, drágakövek, ilmenit, kobalt, nikkel

Kis mennyiségben exportálnak zebukat Réunionra és Mauritiusra; a Fűszer-sziget, az északi Nosy Bé cukron, rumon és vanílián kívül ilang-ilangot, parfümalapanyagot is exportál.
Főbb partnerek 2017-ben 
- Import: Kína 18,7%, India 9,3%, Franciaország 6,4%, Dél-Afrika 5,6%, Egyesült Arab Emírségek 5,3%
- Export: Franciaország 24,8%, USA 16,5%, Kína 6,7%, Németország 6,5%, Japán 6%, Hollandia 4,7%

## Közlekedés

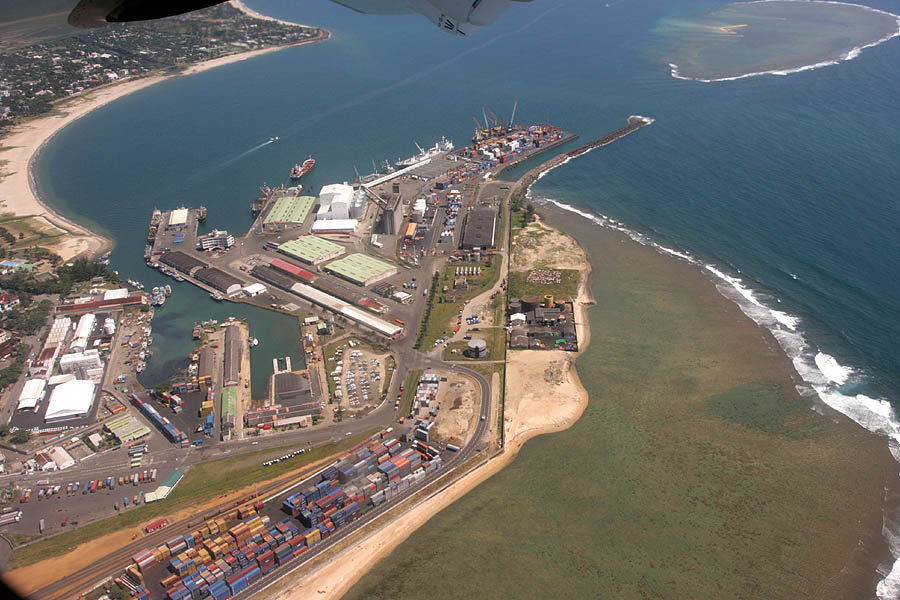
Toamasina kikötője

Az úthálózat 50 000 km, de ebből csak 5000 km aszfaltozott. A két vasútvonal hossza 900 km; a központi fennsíkot a legfontosabb kikötővel, Toamasinával, illetve a keleti parton lévő Manakarával kötik össze. A legnagyobb nemzetközi repülőtér Antananarivóban van.

## Telekommunikáció
| Hívójel prefix | 5R-5S, 6X |
| ITU zóna       | 53        |
| CQ zóna        | 39        |

## Kultúra

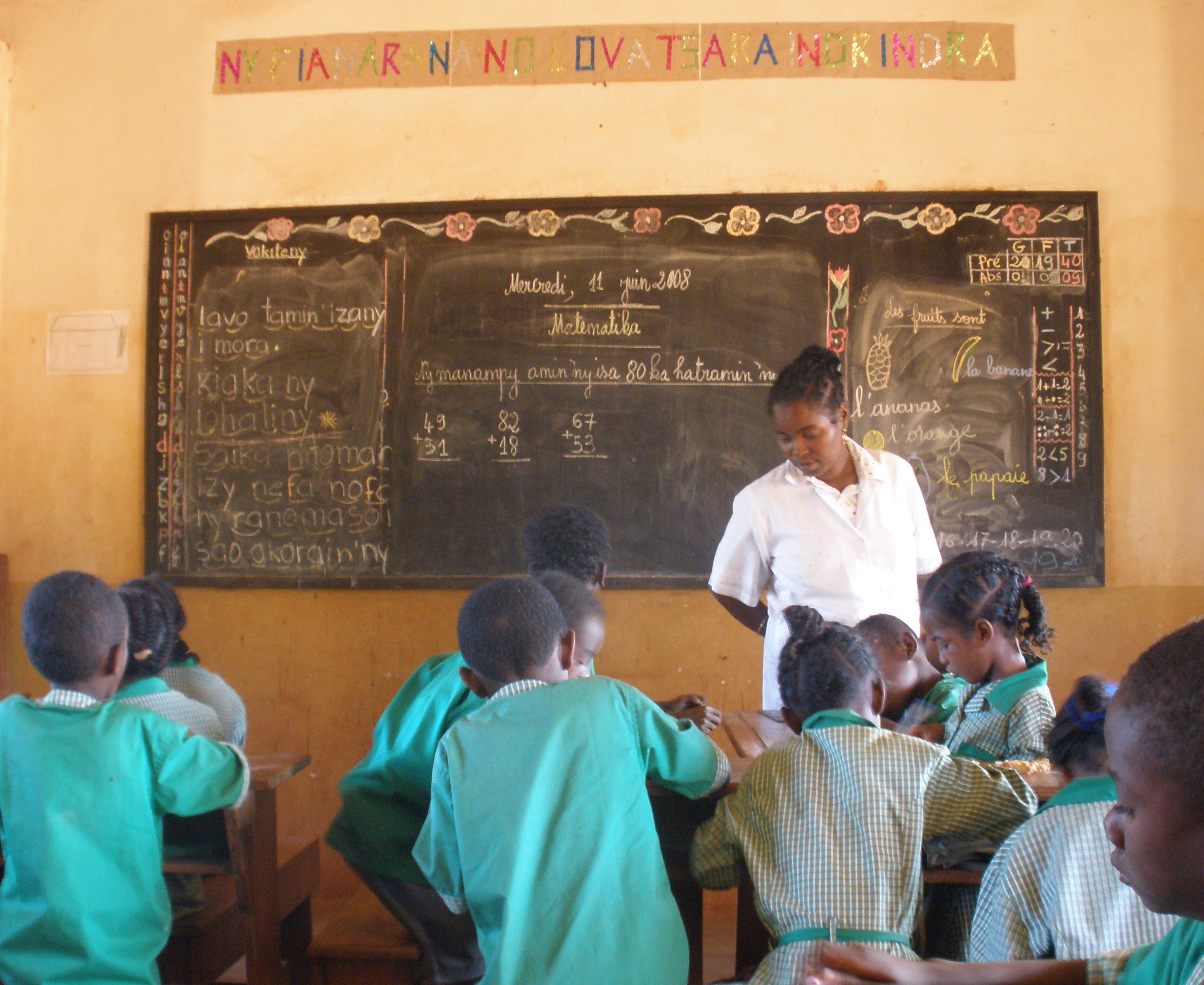
Kisiskolások órán

### Oktatási rendszer
Általános tankötelezettség 6-tól 14 éves korig van. A lakosság 1/3-a analfabéta. Antananarivónak van egyeteme.

### Kulturális intézmények

#### Kulturális világörökség
Az UNESCO szerint a világ kulturális örökségének része Ambomihanga Királydombja, a „Kék domb”.

### Művészetek
Igen fejlett a faragóművészet; elsősorban a sírokat díszítik. Híresek a mahafalik figurákkal díszített faragott oszlopai, a szakalavák erotikus sírszobrai, az antandroyok gazdag sírfestészete.
A madagaszkári irodalom igen későn született, elsősorban francia nyelven. Jean-Joseph Rabearivelo (1903–1937) és Jacques Rabemananjara (1913–) főként költészetük révén ismertek.
A zenében erős az indonéz befolyás. Elterjedtek a különféle citerák, például a celebeszi háromhúrú lokango voatavo. Különlegesség a bambuszrudakból készült citera, a valiha, melynek nagy szerepe van a vallásos szertartásokban is. A nyugati partvidéken erősebb az afrikai hatás.

### Hagyományok, néprajz
Madagaszkár jellegzetessége a mindenütt elterjedt, igen intenzív őskultusz. A sírok megépítésére gyakran több pénzt és időt fordítanak, mint a lakóházakra. Az ország lakóinak legfontosabb ünnepe a famadihana, a „halottak feltámadásának ünnepe”.

### Gasztronómia

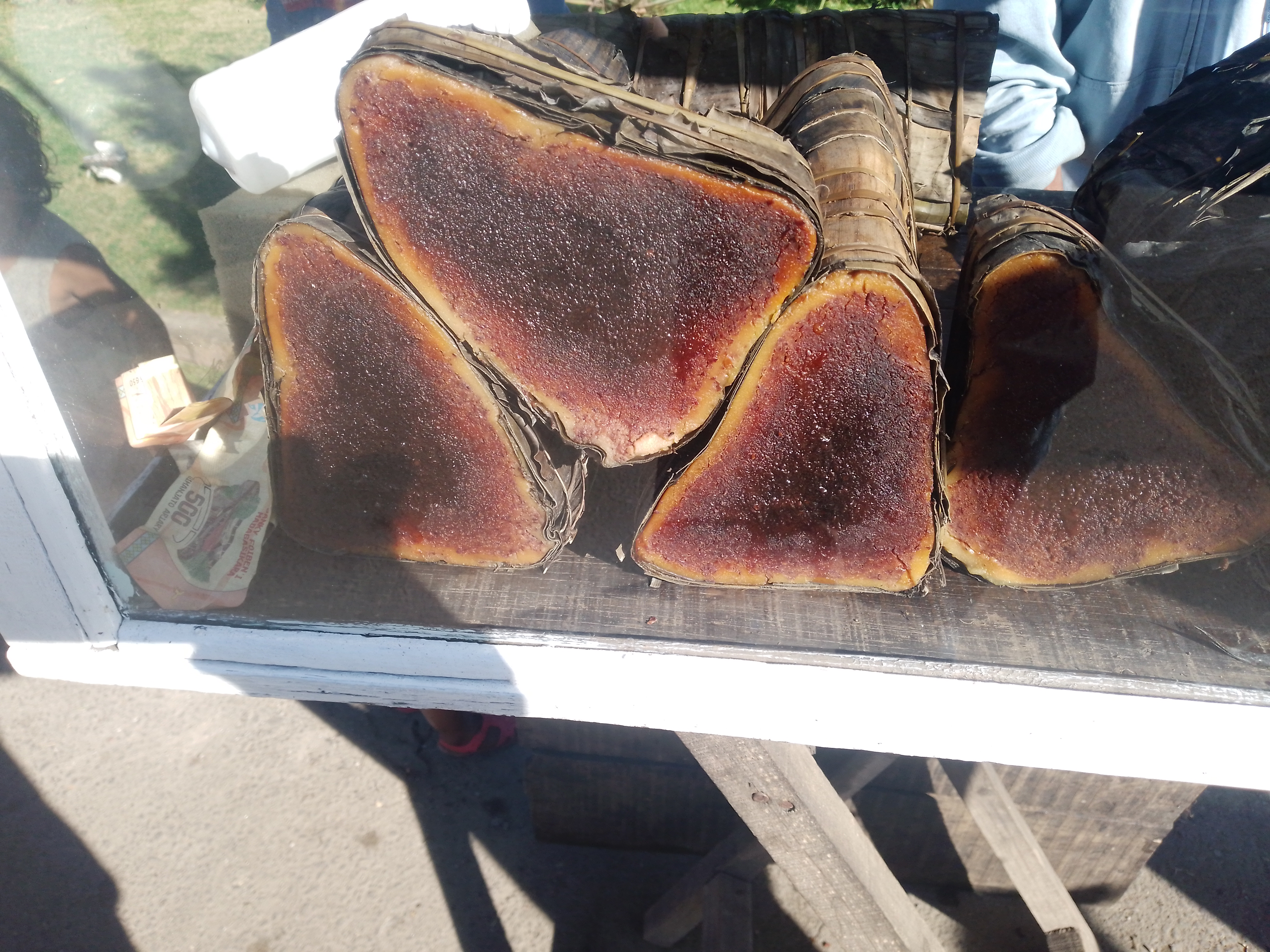
A koba.

A helyi konyha tükrözi a délkelet-ázsiai, afrikai, óceániai, indiai, kínai és európai bevándorlók hatását.
A rizst, gumós növényeket és más fontos alapanyagokat már a Borneóról jött telepesek is termesztették, amelyhez a vadászatból nyert hústermékek is járultak (s ez sajnos több endemikus faj, így az elefántmadár kihalásához vezetett).
Az arab és európai kereskedők a későbbiekben rengeteg új fűszert és gyümölcsfélét honosítottak meg Madagaszkáron.
A rizs igen elterjedt és több fajtáját is termesztik. Rizsételeket gyakran készítenek mártások hozzáadásával, amelyek gyömbérből, curryből, hagymából, sóból, fokhagymából, paradicsomból, vaníliából, vagy pedig gyógy- és fűszernövények keverékéből készülnek. Rizslisztből állítanak elő egy helyi desszertkülönlegességet, a kobá-t.
A sziget szárazabb vidékein a rizs helyett a kukorica vagy tápióka dominál, a pásztorkodással foglalkozó emberek pedig gyakran zebutejből készült túrót esznek.
A trópusi gyümölcsök nemcsak ételek, de frissítő italok alapanyagai is. Az alkoholos italok közül a legjellemzőbbek a rum, bor és sör. Az alkoholmentes italok kínálatát gyümölcslevek, teák, gyógyteák és kávék képzik.

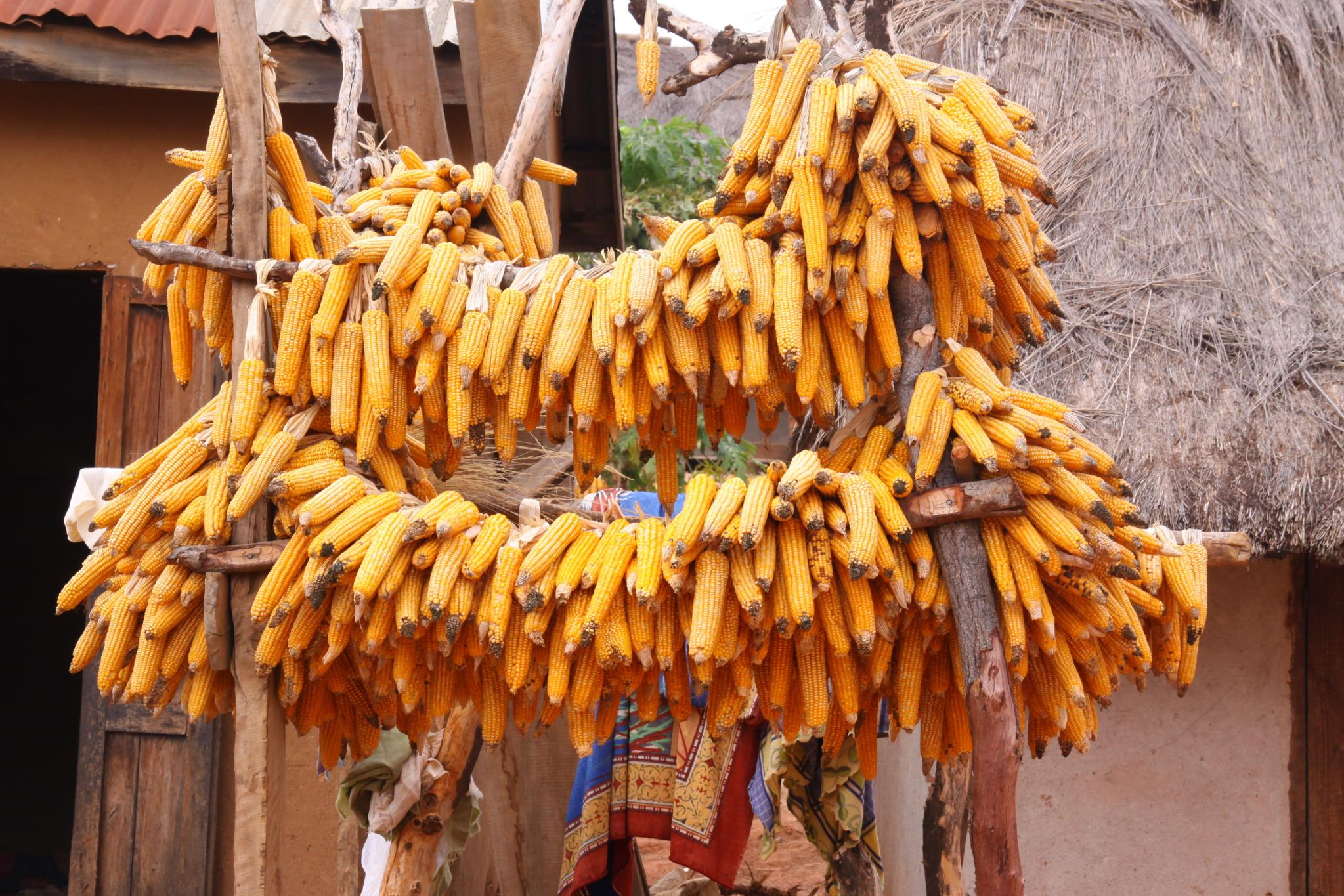
Kukoricaszárítás Közép-Madagaszkáron
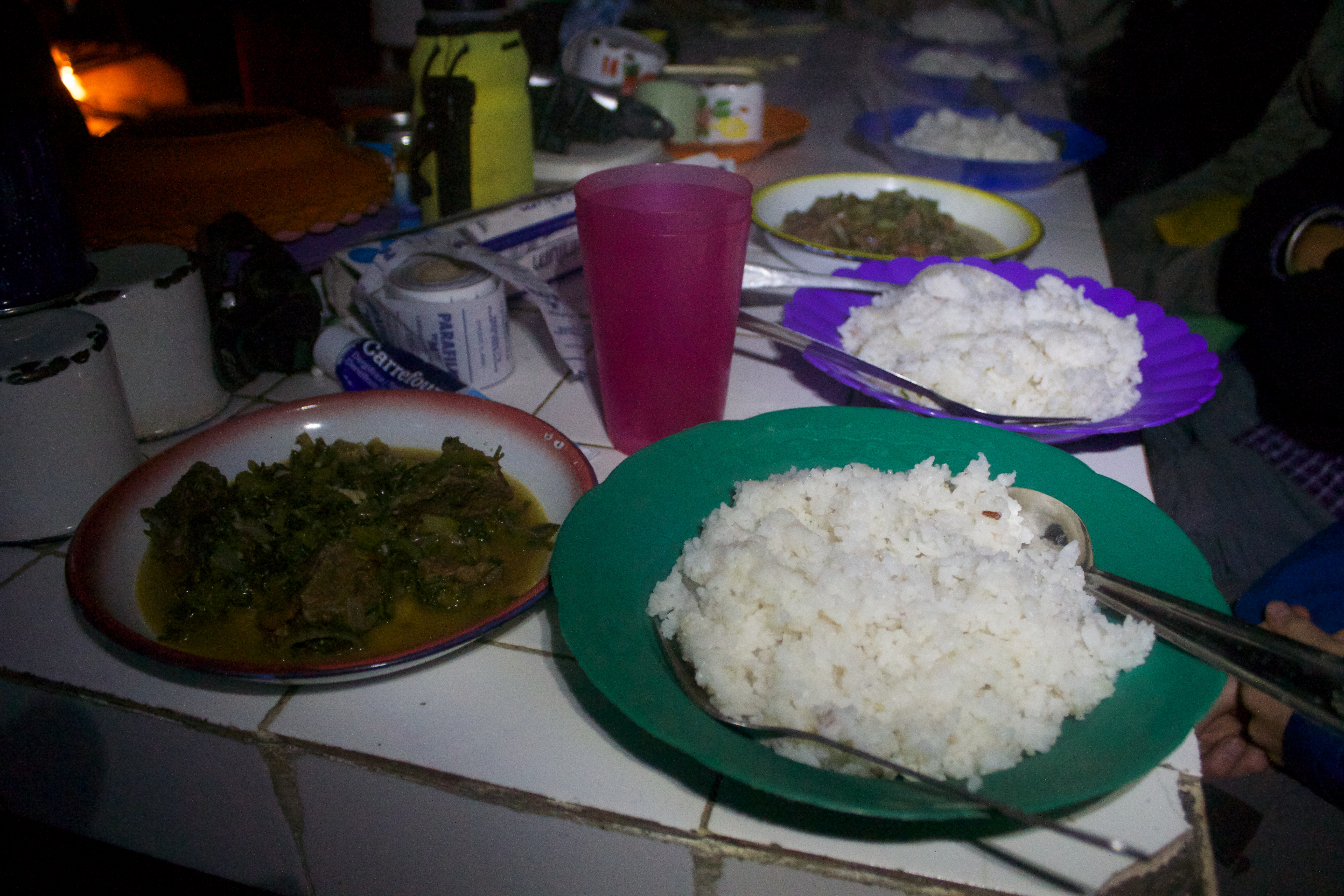
Madagaszkári főtt rizs húsos-zöldséges mártással
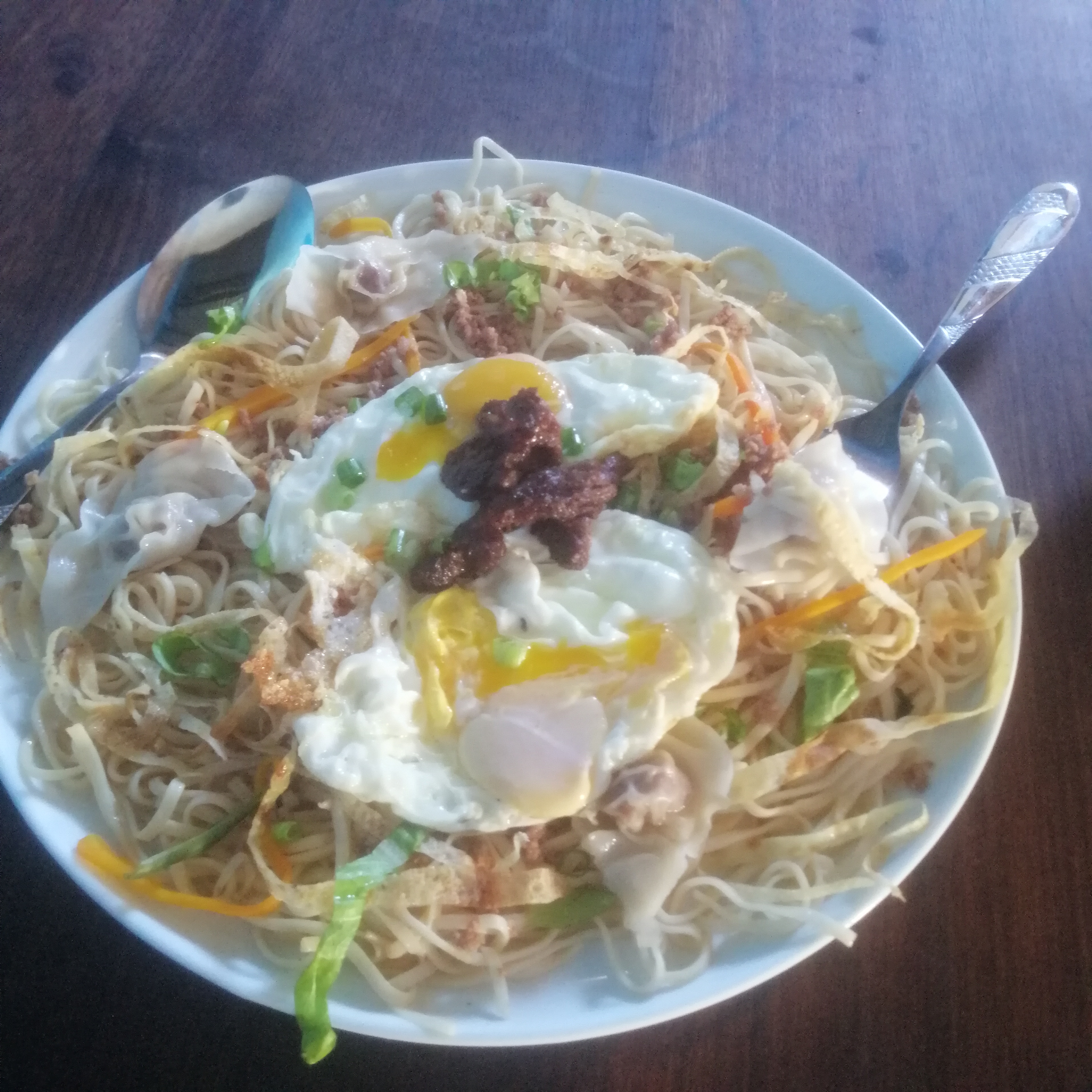
Kínai eredetű tésztásétel a min szao
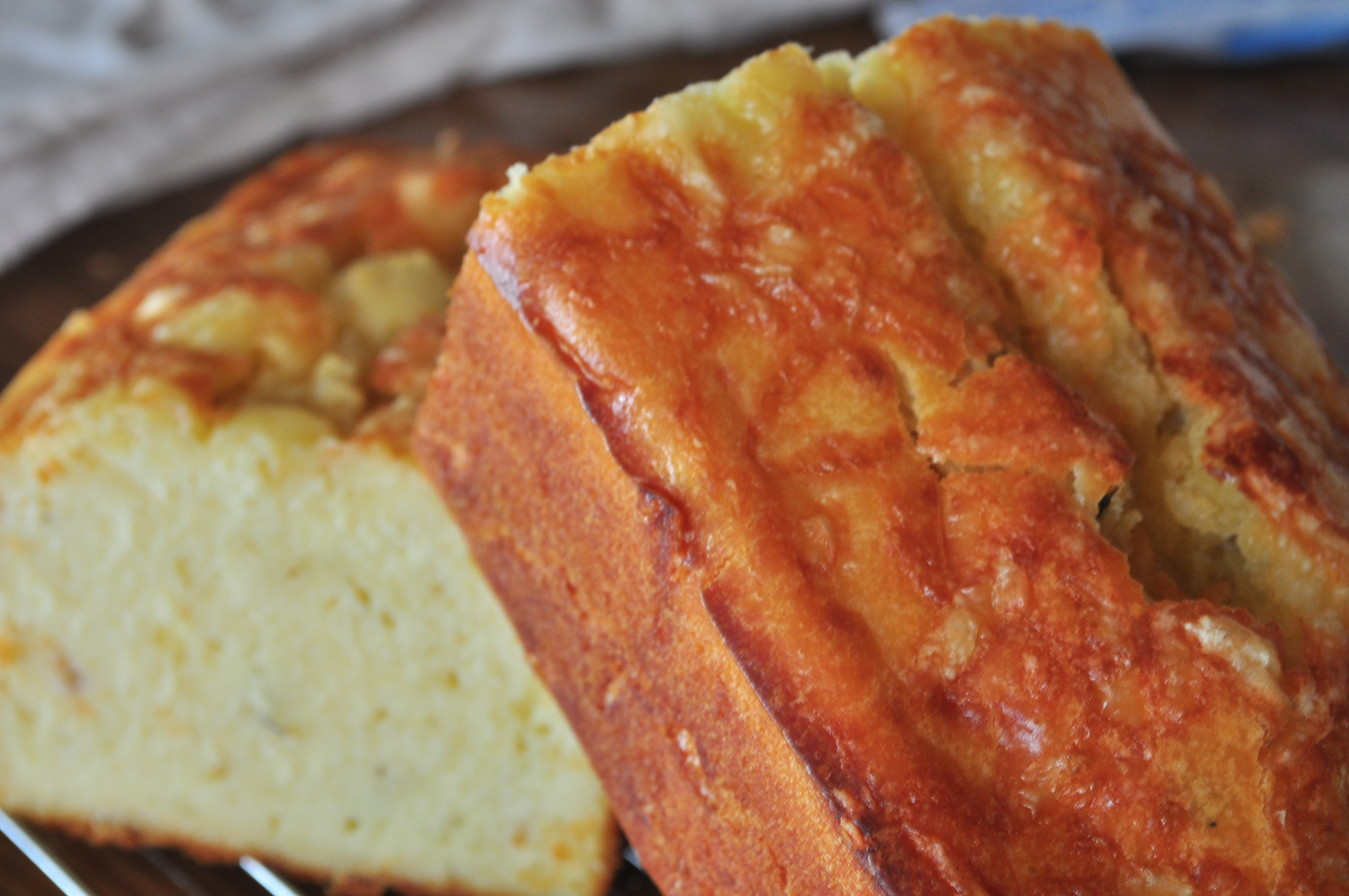
Madagaszkári sós sütemény
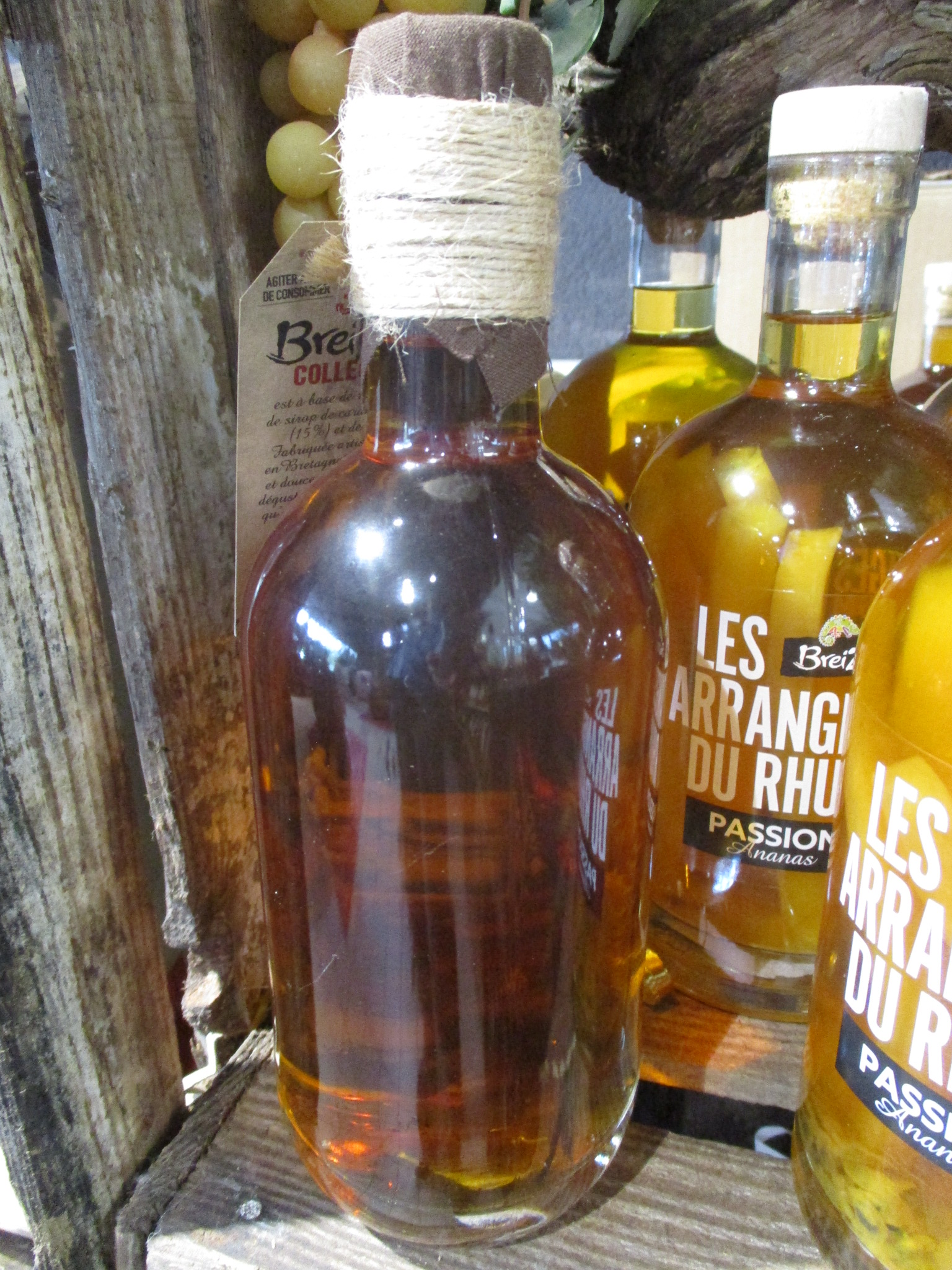
A rhum arrangé, Madagaszkár saját készítésű rumja (Réunionon is elterjedt)

## Turizmus

### Főbb látnivalók
- Az endemikus élővilág (ezen belül főleg a Parc National d'Andasibe-Mantadia és a Tsingy de Bamahara Természetvédelmi terület)
- Vonatút Fianarantsoa és Manakara között
- Île Sainte-Marie (sziget) tengerpartja, búvárkodás, bálnanézés

## Ünnepnapok
- január 1.: újév
- március 29.
- május 1.: a munka ünnepe
- május 25.: Afrika-nap
- június 26. a függetlenség napja
- augusztus 15.
- november 1.: mindenszentek napja
- december 25.: karácsony

## Fordítás
- Ez a szócikk részben vagy egészben  a   Madagascar című angol Wikipédia-szócikk ezen változatának fordításán alapul.  Az eredeti cikk szerkesztőit annak laptörténete sorolja fel. Ez a jelzés csupán a megfogalmazás eredetét és a szerzői jogokat jelzi, nem szolgál a cikkben szereplő információk forrásmegjelöléseként.